# Tambangan (Sepuluh Koto)
Tambangan is een bestuurslaag in het regentschap Tanah Datar van de provincie West-Sumatra, Indonesië. Tambangan telt 2516 inwoners (volkstelling 2010).